# 安室知
安室 知（やすむろ さとる、1959年 -　）は、日本の民俗学者、神奈川大学教授、元日本常民文化研究所所長。専門は民俗学（生業論・環境論）・物質文化論。

## 経歴
東京都に生まれる。筑波大学大学院環境科学研究科を修了した。
長野市立博物館、横須賀市自然・人文博物館の学芸員を経て、1998年に熊本大学文学部助教授に就いた。2002年に国立歴史民俗博物館助教授に転じた。2005年、学位論文『水田稲作地における生計維持システムに関する民俗学的研究－稲作民による漁撈活動「水田漁撈」の提唱－』を総合研究大学院大学に提出して博士（文学）の学位を取得した。2008年に教授に昇格し、また国立歴史民俗博物館が基盤機関であることから総合研究大学院大学教授を併任した。2009年より神奈川大学国際日本学部教授、同歴史民俗資料学研究科教授。
学界では、日本常民文化研究所所員を務め、2020年より2024年まで所長に就任した。

## 研究内容・業績
民俗学において複合生業論を提唱している。とくに稲作と漁撈の関係を示す水田漁撈に注目している。また、民俗学理論として、民俗分布論を再評価し、民俗地図により実践している。

## 著作
著書
- 『水田をめぐる民俗学的研究－日本稲作の展開と構造－』慶友社、1998年
- 『餅と日本人－「餅正月」と「餅なし正月」の民俗文化論－』雄山閣出版、1999年
- 『水田漁撈の研究－稲作と漁撈の複合生業論－』慶友社、2005年
- 『日本民俗生業論』慶友社、2012年
- 『田んぼの不思議』小峰書店 自然と生きる、2013年
- 『自然観の民俗学－生活世界の分類と命名－』慶友社、2016年
- 『都市と農の民俗－農の文化資源化をめぐって－』慶友社、2020年
- 『餅と日本人－「餅正月」と「餅なし正月」の民俗文化論－増補版』（読みなおす日本史）吉川弘文館、2020年　ISBN	9784642071321
- 『日本民俗分布論－民俗地図のリテラシー－』慶友社、2022年

共編著
- 『日本の民俗（全13巻）』(企画編集） 吉川弘文館
- 『環境史研究の課題』（編著）吉川弘文館、2004年
- 『日本の民俗 1 海と里』（小島孝夫・野地恒有と共著）吉川弘文館、2008年
- 『日本の民俗 4  食と農』（古家晴美・石垣悟と共著）吉川弘文館、2009年
- 『日本の民俗 13 民俗と民俗学』（湯川洋司・古家信平と共編）吉川弘文館、2009年

論文
- Cinii